# Elle Alexander
Elle Alexander (* vor 1993 in Lakewood, Kalifornien) ist eine US-amerikanische Stuntfrau, Stuntkoordinatorin und Schauspielerin.

## Leben
Alexander erreichte ein Bachelor of Arts in Film & Television production. Sie besuchte die California State University, Long Beach und später das U.S.C./Universal Studios Advanced Film Program, wo sie die Auszeichnung als Beste Schauspielerin bekam.
Als Stuntfrau doubelte sie neben anderen Diane Salinger, Kristen Johnston, Natasha Henstridge, Missi Pyle, Sigourney Weaver, Louise Fletcher und Geena Davis. Für ihr Stuntwirken in der Fernsehserie Heroes erlangte sie 2008 zusammen mit zahlreichen Stuntkollegen eine Screen-Actors-Guild-Award-Nominierung als Bestes Stuntensemble.
Als Schauspielerin bzw. Wrestlerin trat sie als „SuperHero“ Danger in der Fernsehserie Women of Wrestling in Erscheinung. Ebenfalls hatte sie unter anderem mehrere Auftritte in den Serien Star Trek: Deep Space Nine (1996–1999), Star Trek: Raumschiff Voyager (1997–2000), She Spies – Drei Ladies Undercover (2002–2004) und Passions (2003–2004).
Alexander ist Vizepräsidentin der Stuntwomen’s Association of Motion Pictures und Mitglied von SAG/AFTRA.

## Filmografie
als Stuntfrau (Auswahl)
- 1993: Reich und Schön (The Bold And The Beautiful, Fernsehserie, eine Folge)
- 1993: Star Trek: Deep Space Nine (Fernsehserie)
- 1995: Star Trek: Raumschiff Voyager (Star Trek: Voyager, Fernsehserie)
- 1995: JAG – Im Auftrag der Ehre (JAG, Fernsehserie)
- 1999: Made Men
- 2000: Die Flintstones in Viva Rock Vegas (The Flintstones in Viva Rock Vegas)
- 2001: Impostor
- 2002–2003: She Spies – Drei Ladies Undercover (She Spies, Fernsehserie, zwei Folgen)
- 2003: Haus über Kopf (Bringing Down the House)
- 2003: BachelorMan
- 2003: Jeepers Creepers 2
- 2006: Passions (Fernsehserie, eine Folge)
- 2007: Heroes (Fernsehserie, eine Folge)
- 2007: The Wedding Bells (Fernsehserie, eine Folge)
- 2010: Miss Nobody
- 2010: Du schon wieder (You Again)
- 2011: Paul – Ein Alien auf der Flucht (Paul)
- 2011: Zack & Cody an Bord (The Suite Life on Deck, Fernsehserie, eine Folge)
- 2012: Shameless (Fernsehserie, drei Folgen)
- 2012: The Exes (Fernsehserie, eine Folge)
- 2012: Vamps – Dating mit Biss (Vamps)
- 2013: Untitled Bounty Hunter Project (Fernsehfilm)
- 2014: Grimm (Fernsehserie, eine Folge)
- 2014: Salem (Fernsehserie, zwei Folgen)
- 2014–2015: The Haves and the Have Nots (Fernsehserie, drei Folgen)
- 2015: I Really Hate My Ex (Stuntkoordinatorin)
- 2018: Game Shakers – Jetzt geht’s App (Game Shakers, Fernsehserie, zwei Folgen)
- 2018: Astro
- 2018: Young Sheldon (Fernsehserie, eine Folge)

als Schauspielerin
- 1996–1999: Star Trek: Deep Space Nine (Fernsehserie, vier Folgen)
- 1997–2000: Star Trek: Raumschiff Voyager (Star Trek: Voyager, Fernsehserie, vier Folgen)
- 2000: Convent (The Convent)
- 2000: Women of Wrestling (Fernsehserie)
- 2000: One World (Fernsehserie, eine Folge)
- 2001: Women of Wrestling Unleashed
- 2002: Frauen gegen Männer (Women vs. Men, Fernsehfilm)
- 2002: Worst Case Scenarios (Fernsehserie, eine Folge)
- 2002–2004: She Spies – Drei Ladies Undercover (She Spies, Fernsehserie, drei Folgen)
- 2003: Confidence
- 2003: Schnelles Geld (Gentleman B.)
- 2003: Crossing Jordan – Pathologin mit Profil (Crossing Jordan, Fernsehserie, eine Folge)
- 2003: JAG – Im Auftrag der Ehre (JAG, Fernsehserie, eine Folge)
- 2003–2004: Passions (Fernsehserie, fünf Folgen)
- 2005: Zoey 101 (Fernsehserie, eine Folge)
- 2009: Zombieland
- 2011: Shooting Gallery (Fernsehserie)
- 2012: Bucket & Skinner (Fernsehserie, eine Folge)
- 2012: 30 (Fernsehserie)
- 2012–2014: Conan (Fernsehserie, zwei Folgen)
- 2014: Scandal (Kurzfilm)
- 2014: A to Z (Fernsehserie)
- 2015: Club Santino (Fernsehfilm)
- 2017: School of Rock (Fernsehserie, eine Folge)
- 2018: Slingshot (Kurzfilm)
- 2018: Game Shakers – Jetzt geht’s App (Game Shakers, Fernsehserie, zwei Folgen)
- 2018: Astro

## Auszeichnungen und Nominierungen
- 2008: Screen-Actors-Guild-Award-Nominierung als Bestes Stuntensemble für Heroes (geteilt mit zahlreichen Kollegen)[1]